# Megamind
Megamind és una pel·lícula d'animació i comèdia de superherois nord-americana de 2010 produïda per DreamWorks Animation i Pacific Data Images i distribuïda per Paramount Pictures.
La pel·lícula explica la història d'en Megamind, un superdolent al·lienígena i molt intel·ligent. Després de derrotar la seva nèmesi, Metro Man, en Megamind crea un nou heroi per lluitar, però ha d'actuar per salvar la ciutat quan la seva "creació" es converteix en un dolent encara pitjor que ell.
Megamind es va estrenar a Rússia el 28 d'octubre de 2010, als Estats Units el 5 d'octubre i a Espanya el 3 de desembre del mateix any. En general va obtenir molt bones crítiques i va recaptar 321,9 milions de dòlars a tot el mon. En anys posteriors a la seva estrena la pel·lícula va esdevenir un fenomen d'internet a través de la producció de mems.
El llargmetratge va provocar la creació d'una franquícia que inclou tres videojocs de consola i un curtmetratge titulat Megamind: The Button of Doom, que es va estrenar amb el DVD i Blu-ray de la pel·lícula el 25 de febrer de 2011. El 2024 es van estrenar una seqüela Megamind vs. the Doom Syndicate i la sèrie Megamind Rules!.

## Argument
El superdolent Megamind a seva arxienemesi, el superheroi Metro Man, són alienígenes de diferents espècies que van ser enviats a la Terra quan eren petits abans que un forat negre consumís els seus planetes. Tot i que tots dos van aterrar a Metro City, Metro Man va ser criat en una mansió i Megamind en una presó. A l'escola a la qual assisteixen tots dos, Metro Man és molt estimat pels seus companys de classe, mentre que Megamind és assetjat sense descans fins que arriba al seu punt de ruptura, provocant una rivalitat entre els dos. Quan arriben a l'adultesa, Megamind, ajudat pel seu company Minion, lluita freqüentment i sense èxit amb Metro Man pel control de la ciutat.
El dia de la gran inauguració del nou museu de Metro Man Megamind escapa de la presó, segresta la periodista Roxanne Ritchi i atrau Metro Man a un observatori abandonat per rescatar-la. Un cop allà, Metro Man es debilita, afirmant que el sostre de l'observatori revestit de coure neutralitza els seus poders. Aleshores Megamind li llença un raig mortal alimentat pel sol. A partir d'aleshores en Megamind s'apodera de la ciutat i executa una onada de crims. Finalment el dolent es deprimeix, perquè la seva vida deixa de tenir sentit sense un superheroi que impedeixi els seus plans.
En Megamind decideix ensorrar el museu de Metro Man per fer que l'heroi caigui en l'oblit, però s'adona que la Roxanne és a l'edifici. Aleshores, disfressat de l'encarregat del museu en Megamind utilitza la tecnologia holograma per parlar amb ella. Els seus comentaris l'inspiren per utilitzar l'ADN de Metro Man per crear un nou superheroi. Després, al seu laboratori, Megamind està perfeccionant la fórmula del superheroi, però s'acaba barallant amb la Roxanne i acaba injectant la barreja accidentalment a en Hal Stewart, el càmera de la Roxanne que està enamorat d'ella.
En Megamind es disfressa mitjançant un holograma per representar el "pare espacial" d'en Hal i s'ofereix per entrenar-lo com a superheroi. En Hal, que veu això com una oportunitat per guanyar-se el cor de la Roxanne, accepta. Mentrestant en Megamind comença a sortir amb la Roxanne, però disfressat de l'encarregat del museu. Ell i en Minion s'acaben barallant per la manca d'interès del superdolent en seguir fer plants malvats.
Quan en Hal convertit en superheroi intenta festejar amb la Roxanne, aquesta el rebutja. Poc després, la disfressa d'en Megamind també falla i la periodista també el rebutja a ell.
Finalment en Megamind organitza una batalla definitiva contra en Hal, fins que se n'assabenta que aquest està fent servir els seus poders per a fer el mal. Aleshores en Hal s'ofereix a aliarse amb en Megamind però aquest últim revela deliberadament les seves disfresses i enganys, amb l'esperança d'incitar-lo a lluitar. Enfadat, en Hal guanya salvatgement en Megamind. En adonar-se que no és el superheroi que hauria de ser, en Megamind intenta tancar-lo en una bola de coure amb l'esperança que això el debiliti, però en Hal escapa ràpidament. Aleshores en Megamind i la Roxanne escapen a l'antic amagatall de Metro Man i descobreixen que encara és viu i que la seva mort i debilitat havien estat una farsa per reanomenar-se Music Man i perseguir el seu somni de ser músic. L'antic Metro Man aconsella en Megamind que esdevingui el superheroi que la ciutat necessita.
Abatut, en Megamind torna de bon grat a la presó. Mentrestant en Hal segresta la Roxanne en un rampell i exigeix en Megamind que lluiti contra ell. Amb l'ajuda d'en Minion, Megamind escapa de la presó i va a lluitar contra el nou superdolent fent servir disfresses hologràfiques per fer-se passar per en Metro Man, mentre que en Minion sembla en Megamind. No obstant això, els patrons de parla de Megamind el descobreixen i en Hal llença l'heroi a l'estratosfera. Allà el nou heroi es deshidrata en forma de cub i aterra sobre una font propera a en Hal. En secret extreu ADN del dolent i elimina el seus poders.
Després que en Hal vagi a la presó en Megamind i la Roxanne recuperen la seva relació i la ciutat el reconeix com el nou heroi. El museu es reconstrueix en honor de Megamind i en Music Man amenitza la festa.

## Càsting[8]
- Will Ferrell com a Megamind.
- Brad Pitt com a Metro Man/Music Man.
- Tina Fey com a Roxanne.
- Jonah Hill com a Hal.
- David Cross com a Minion.
- J. K. Simmons com a guardià de Metro City.
- Ben Stiller com a Bernard, l'encarregat del museu de Metro Man.
- Christopher Knights com a encarregat de la presó.
- Tom McGrath com a Lord Scott i guàrdia de la presó.
- Jack Blessing com a periodista.
- Justin Theroux i Jessica Schulte com a pares d'en Megamind.
- Rob Coddry com a ciutadà.

## Producció
La pel·lícula va ser escrita per Alan J. Schoolcraft i Brent Simons. Inicialment s'havia de dir Master Mind, i després Oobermind.
Tot i que al principi es va especular amb què Ben Stiller o Robert Downey Jr. serien la veu d'en Megamind, el paper finalment se'l va emportar Will Ferrell.